# Let Me See
Let Me See è un brano musicale del gruppo britannico Morcheeba, estratto nel 1998 come quarto singolo del loro secondo album Big Calm.

## Tracce
1. Let Me See – 4:20

## Charts
| Classifica (1998) | Posizione più alta |
| ----------------- | ------------------ |
| Nuova Zelanda     | 46                 |
| Regno Unito       | 46                 |